# Horner's Green

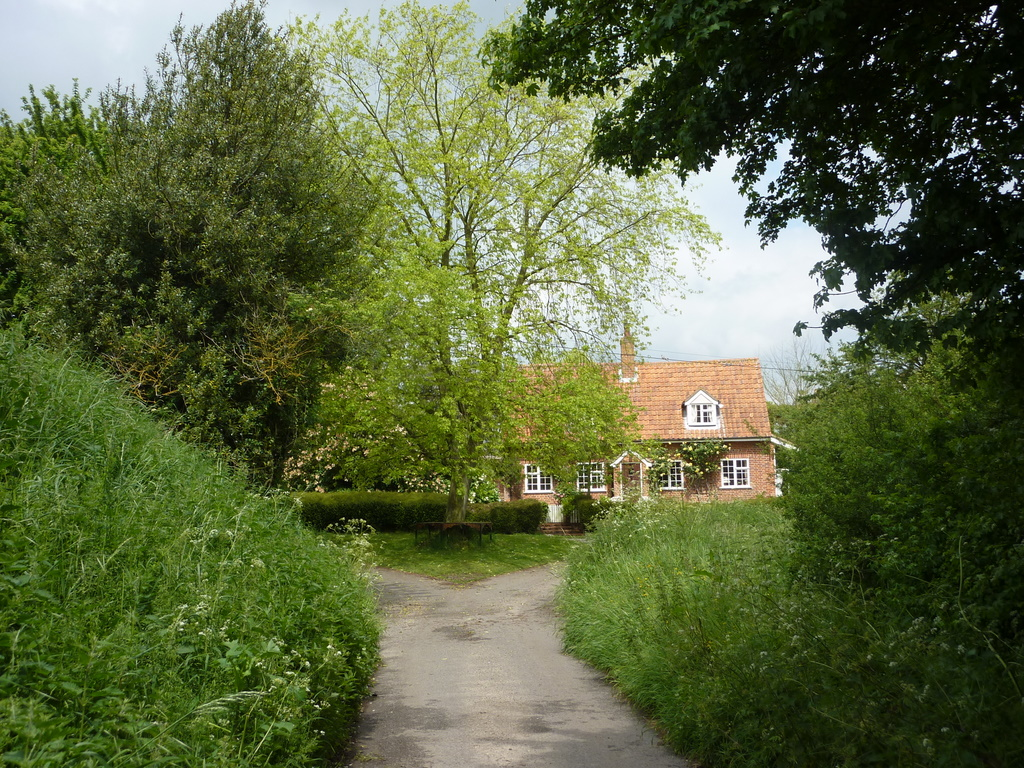
Horner's Green

Horner's Green eller Horners Green är en by (hamlet) i Groton civil parish, Babergh, Suffolk, sydöstra England, nära Groton ort. Den har en byggnad som kallas Spout Farmhouse.